# 成瀬朱美
成瀬 朱美（なるせ あけみ、1982年5月26日 - ）は、日本プロ麻雀協会所属の女性プロ雀士である。神奈川県厚木市出身。キャッチフレーズは「微笑みの朱き薔薇」。

## 略歴
第5期後期雀王戦C3リーグでデビュー。
2008年4月からは、『近代麻雀』の連載作品を原作とするVシネマ『むこうぶち』シリーズに出演。また同年には、上田唯、手塚紗掬、桜庭史恵と女性雀士ユニット「雀」（すずめ）を結成。音楽業界初の「雀ドル」として、同年11月5日にバップから発売されたシングル「鶯谷チョンボ」（作詞：秋元康、作曲：田村信二、編曲：武藤星児）でCDデビューを果たした。

## 主な獲得タイトル
- 夕刊フジ杯麻雀女王決定戦（第2・3期）
- 第4回姫ロン杯 麻雀カボ オーロラカップ

## 出演

### テレビ番組
- モンド21麻雀プロリーグ（MONDO21）

### Vシネマ
- むこうぶち 高レート裏麻雀列伝 シリーズ（2008年 - 2010年） - 萌(雀荘「東空紅」店員) 役
  - むこうぶち3 裏プロ（2008年4月）
  - むこうぶち4 雀荘殺し（2008年6月）
  - むこうぶち5 氷の男（2008年12月）
  - むこうぶち6 女衒打ち（2009年6月）
  - むこうぶち7 筋殺し（2009年3月）
  - むこうぶち8 邪眼（2010年12月）